# Белл-центр
 «Белл-центр»  (фр. Le Centre Bell) — спортивний комплекс у Монреаль, Квебек, відкритий у 1996 році. Місце проведення міжнародних змагань з кількох видів спорту і домашня арена для команд Монреаль Канадієнс (НХЛ); Монреаль Імпакт (MLS) та інші.